# Сладкое (Курганская область)
Сладкое — станция в Мишкинском районе Курганской области России. Входит в состав Введенского сельсовета.

## Климат
Климат характеризуется как континентальный, с недостаточным увлажнением, холодной малоснежной зимой и тёплым сухим летом. Среднегодовая температура воздуха — 2,1 °С. Средняя максимальная температура воздуха самого тёплого месяца (июля) составляет 23 — 26 °C. Безморозный период длится в течение 115—119 дней в году. Среднегодовое количество атмосферных осадков составляет 370—380 мм.

## История
До 1917 года входила в состав Карасинской волости Челябинского уезда Оренбургской губернии. По данным на 1926 год железнодорожный разъезд Сладкое состоял из 17 хозяйств. В административном отношении входил в состав Сладко-Карасинского сельсовета Мишкинского района Челябинского округа Уральской области.

## Население
| 1989 | 2002 | 2010 |
| ---- | ---- | ---- |
| 180  | ↘168 | ↘114 |

По данным переписи 1926 года на разъезде проживало 68 человек (32 мужчины и 36 женщин), в том числе: русские составляли 100 % населения.